# 갈림
갈림 또는 절충은 정석이나 싸움이 이루어진 결과를 뜻한다. 흑백이 일정한 수순을 거쳐 정석의 형태로 일단락되는 것이다.